# Alchemilla kishangangensis
Alchemilla kishangangensis é uma espécie de rosácea do gênero Alchemilla, pertencente à família Rosaceae.